# Constantin Nordmann

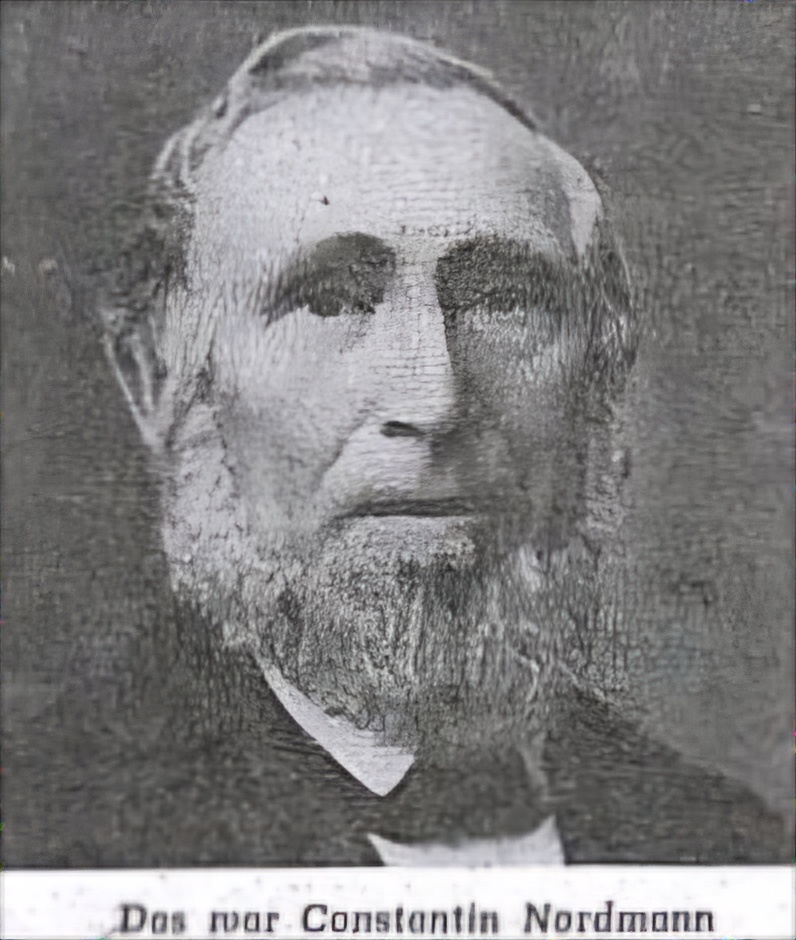
Abdruck eines zeitgenössischen Porträts Nordmanns

Constantin Nordmann (geboren 8. Februar 1805 in Rinteln; gestorben 3. Juni 1889 in Hannover) war ein Maurermeister und Architekt des 19. Jahrhunderts, der in und um Hannover Gebäude zumeist in klassizistischen Formen und im Rundbogenstil errichtete.

## Familie

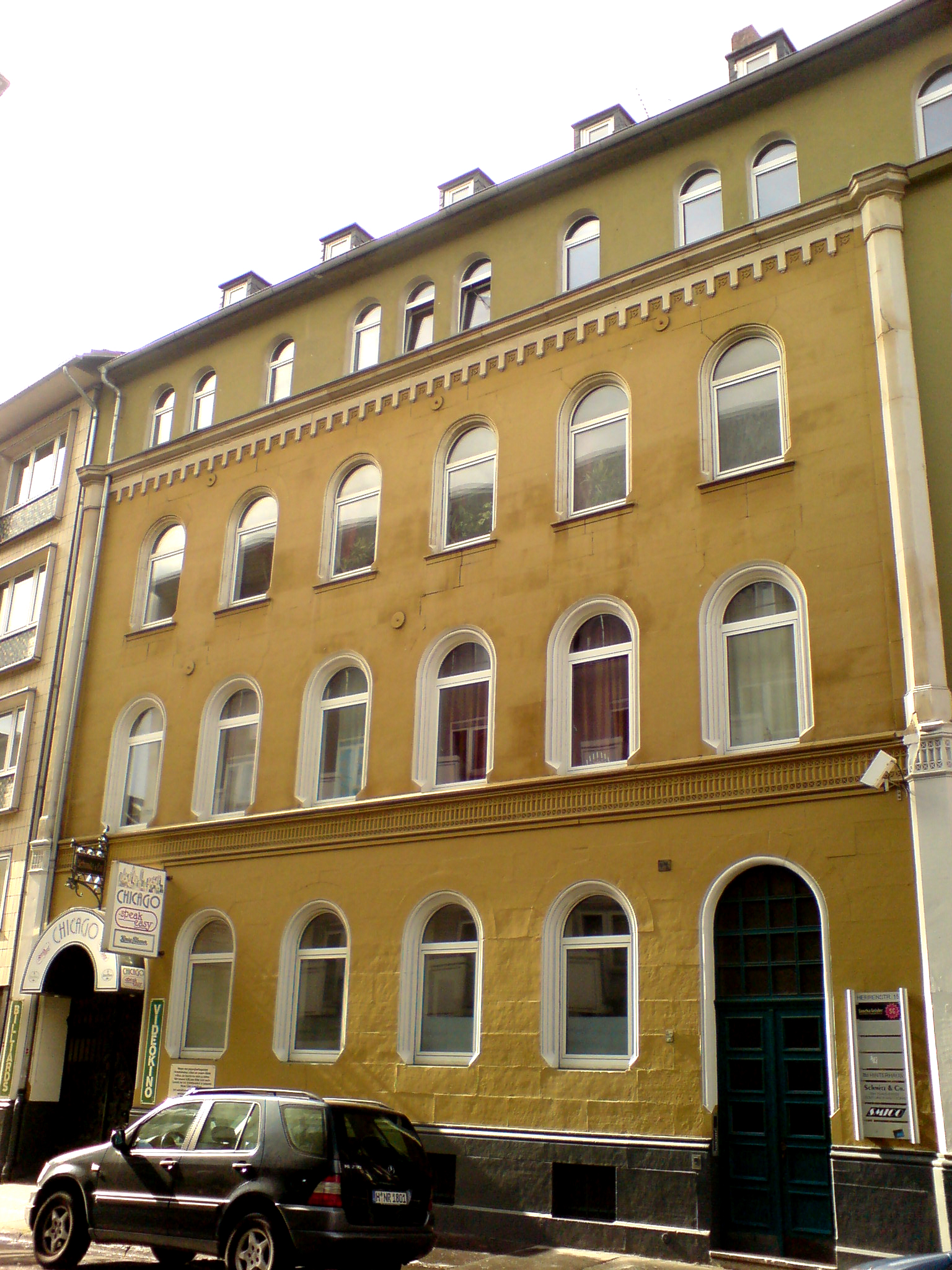
Eigenes Wohnhaus Herrenstraße 15 im Rundbogenstil

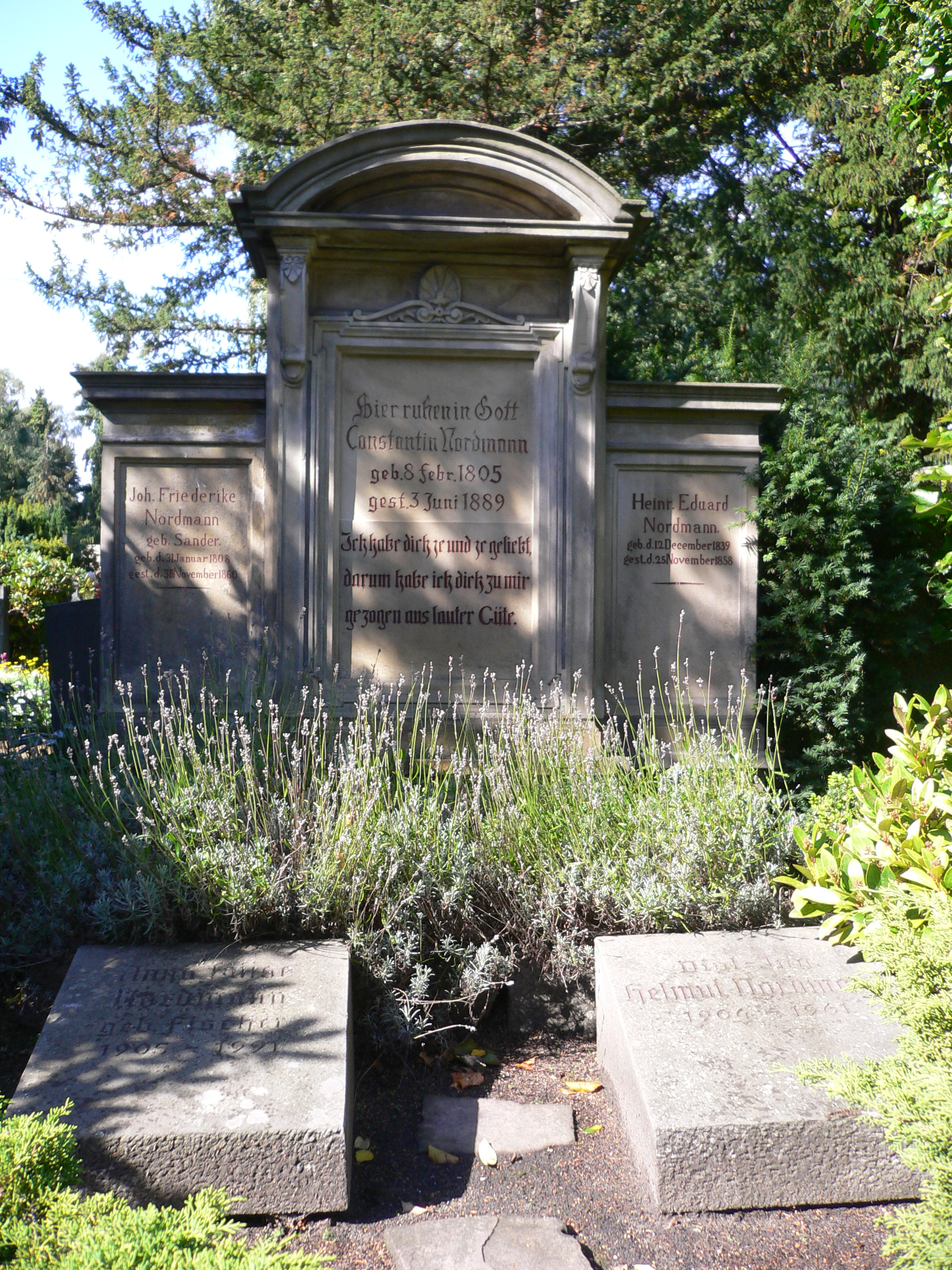
Familiengrab der Nordmanns auf dem Neuen St.-Nikolai-Friedhof

Constantin Nordmann entstammte einer Familie von Maurern. Er war der Schwiegervater
- des Ingenieurs Georg Dickert (Gründer der Lindener Eisengießerei A.G. Dickert, der späteren Lindener Eisen- & Stahlwerke AG),
- des hannoverschen Architekten Friedrich Nordmann,
- des hannoverschen Architekten Gustav Heine
- und des Bauunternehmers Ferdinand Wallbrecht.

## Leben
Nach seiner Maurerlehre und Wanderschaft blieb Constantin Nordmann 1824 in Hannover. Dort war er zunächst elf Jahre als Geselle tätig und wurde 1835 (als zehnter Meister) in das Maurer- und Steinhaueramt aufgenommen.
In der Kombination als Bauunternehmer und Architekt hatte er besonderen Erfolg mit Bauten im neu entstandenen Stadtteil Ernst-August-Stadt (zwischen dem Hauptbahnhof und der Georgstraße) und an der Königstraße, darunter auch das spätere „Hotel Union“ und „Kastens Hotel“.
Nordmann arbeitete oft mit Ferdinand Wallbrecht zusammen. Sein Familiengrab liegt auf dem Neuen St.-Nikolai-Friedhof in Hannovers Stadtteil Nordstadt.

## Bauten und Entwürfe

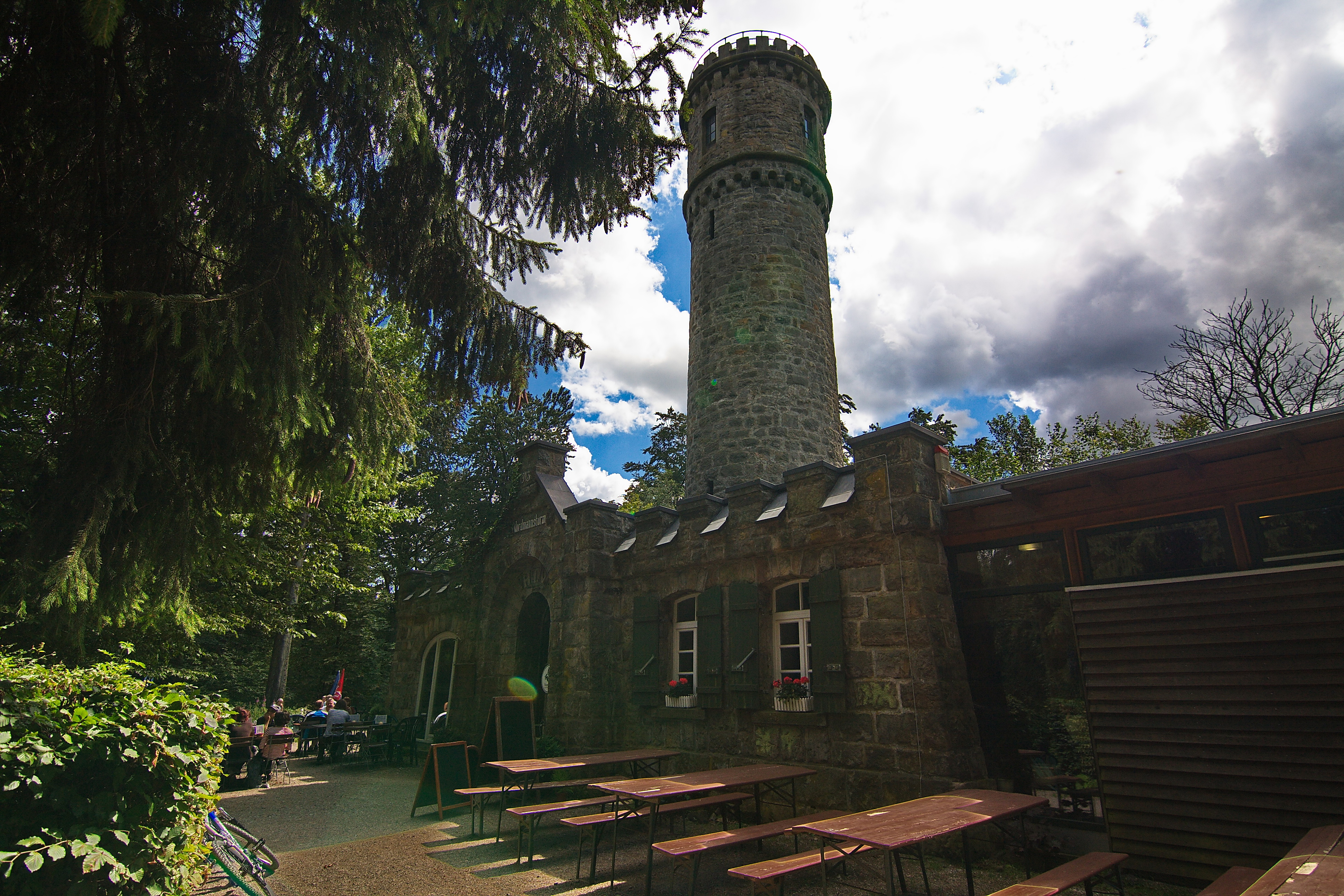
Nordmannsturm auf dem Deister

- 1845: Jagdschloss im Deister für König Ernst August I., heutiges Forsthaus Georgsplatz[2]
- 1853–1856: Museum für Kunst und Wissenschaft (heute Künstlerhaus) – unter dem Architekten Conrad Wilhelm Hase
- 1862/1863: Nordmannsturm im Deister
- mehrere Gebäude in der Königstraße in Hannover
- eigenes Wohnhaus, Herrenstraße 15[3] in Hannover (unter Denkmalschutz)

## Ehrungen
Nach dem Architekten wurde die von Ferdinand Wallbrecht 1876 angelegte Nordmannstraße (am Steintor) benannt; nach den Luftangriffen auf Hannover im Zweiten Weltkrieg wurde 1954 dort die Nordmannpassage neu angelegt.